# Табакерата
Табакерата је југословенски телевизијски филм из 1972. године. Режирао га је Душко Наумовски а сценарио су написали Ђорђе Абаџијев и Ташко Георгиевски.

## Улоге
| Глумац            | Улога        |
| ----------------- | ------------ |
| Ристо Шишков      | Гоче Делчев  |
| Благоја Чоревски  | Сулејман бег |
| Тодор Николовски  |              |
| Нада Гешовска     |              |
| Борис Чоревски    |              |
| Стојка Цекова     |              |
| Ацо Стефановски   |              |
| Јосиф Јосифовски  |              |
| Љубиша Трајковски |              |
| Станко Стоилков   |              |

Остале улоге ▼
| Глумац             | Улога   |
| ------------------ | ------- |
| Димче Стефановски  |         |
| Коста Дзековски    |         |
| Владимир Светиев   |         |
| Методија Марковски |         |
| Соња Михајлова     | Девојче |